# فلسطين في دورة الألعاب الآسيوية 2002
شاركت فلسطين في دورة الألعاب الآسيوية 2002 في بوسان، كوريا الجنوبية، من 29 سبتمبر إلى 14 أكتوبر 2002. فاز الرياضيون الفلسطينيون بميدالية برونزية واحدة فقط وانتهوا في المركز 36 في جدول الميداليات.